# Indická hokejová reprezentace
Indická hokejová reprezentace je národní hokejové mužstvo Indie. Hokejový svaz sdružuje 856 registrovaných hráčů (z toho 315 seniorů), majících k dispozici 10 hal a 4 otevřené stadiony s umělou ledovou plochou. Indie je členem Mezinárodní federace ledního hokeje od 27. dubna 1989.

## Mezistátní utkání Indie
15.03.2009  Thajsko 14:0 Indie 
16.03.2009  Mongolsko 10:0 Indie 
17.03.2009  Malajsie 10:1 Indie 
19.03.2009  Singapur 5:0 Indie 
20.03.2009  Macao 8:0 Indie 
25.04.2011  Thajsko 29:0 Indie 
26.04.2011  Kuvajt 39:2 Indie 
27.04.2011  Hongkong 15:0 Indie 
29.04.2011  Spojené arabské emiráty 10:0 Indie 
30.04.2011  Macao 8:0 Indie 
18.03.2012  Macao 5:3 Indie 
20.03.2012  Malajsie 13:2 Indie 
21.03.2012  Indie 5:1 Macao 
21.03.2012  Malajsie 18:2 Indie 
23.03.2012  Kuvajt 13:2 Indie 
16.03.2013  Mongolsko 20:0 Indie 
18.03.2013  Hongkong 21:0 Indie 
19.03.2013  Singapur 13:4 Indie 
21.03.2013  Macao 9:1 Indie 
24.02.2014  Macao 12:0 Indie 
26.02.2014  Kyrgyzstán 6:2 Indie 
27.02.2014  Singapur 6:2 Indie 
01.03.2014  Kyrgyzstán 16:2 Indie 
02.03.2014  Singapur 5:3 Indie 
18.04.2015  Omán 6:5 Indie 
19.04.2015  Kuvajt 10:2 Indie 
21.04.2015  Singapur 13:0 Indie 
22.04.2015  Kyrgyzstán 9:1 Indie 
24.04.2015  Malajsie 16:4 Indie 
09.04.2016  Kyrgyzstán 11:1 Indie 
10.04.2016  Macao 7:6 Indie 
13.04.2016  Katar 5:2 Indie 
14.04.2016  Malajsie 11:5 Indie 